# En cas de tempête, ce jardin sera fermé
Albums de Cœur de pirate
Les Souliers rouges
(2016) Perséides
(2021)
Singles
1. Prémonition
Sortie : janvier 2018
2. Somnambule
Sortie : avril 2018
3. Dans la nuit
Sortie : mai 2018

En cas de tempête, ce jardin sera fermé est le 5e album studio de la chanteuse québécoise Cœur de pirate, sorti en juin 2018.

## Listes des titres
Toutes les chansons sont écrites et composées par Béatrice Martin.
| No  | Titre                     | Auteur | Producteur      | Durée |
| --- | ------------------------- | ------ | --------------- | ----- |
| 1.  | Somnambule                |        | Tristan Salvati | 3:02  |
| 2.  | Prémonition               |        | T. Salvati      | 2:57  |
| 3.  | Je veux rentrer           |        | T. Salvati      | 3:43  |
| 4.  | Dans les bras de l’autre  |        | T. Salvati      | 2:59  |
| 5.  | Combustible               |        | T. Salvati      | 3:30  |
| 6.  | Dans la nuit (feat. Loud) | Loud   | T. Salvati      | 2:29  |
| 7.  | Amour d’un soir           |        | T. Salvati      | 3:29  |
| 8.  | Carte blanche             |        | T. Salvati      | 3:43  |
| 9.  | Malade                    |        | T. Salvati      | 2:48  |
| 10. | De honte et de pardon     |        | T. Salvati      | 3:23  |

## Classements
| Classement (2018)            | Meilleure position |
| ---------------------------- | ------------------ |
| Belgique (Flandre Ultratop)  | 88                 |
| Belgique (Wallonie Ultratop) | 2                  |
| Canada (Canadian Albums)     | 4                  |
| France (SNEP Megafusion)     | 6                  |
| Suisse (Schweizer Hitparade) | 14                 |